# Vilstalwanderweg
Der Vilstalwanderweg ist ein 90 km langer Wanderweg in Nordbayern, der vom Oberpfälzer Waldverein unterhalten wird. Er verläuft entlang des Flusses Vils von der Quelle in Kleinschönbrunn (Gemeinde Freihung) bis zur Mündung in die Naab in Kallmünz. Ein Teil der Strecke kann mit dem Kanu zurückgelegt werden.

## Streckenverlauf
Der Vilstalwanderweg ist in fünf Etappen gegliedert:
| Etappe | Start                    | Ziel                    | Länge   |
| ------ | ------------------------ | ----------------------- | ------- |
| 1      | Freihung-Kleinschönbrunn | Vilseck                 | 16,0 km |
| 2      | Vilseck                  | Poppenricht-Altmannshof | 22,0 km |
| 3      | Altmannshof              | Kümmersbruck-Theuern    | 15,2 km |
| 4      | Theuern                  | Schmidmühlen            | 20,5 km |
| 5      | Schmidmühlen             | Kallmünz                | 15,0 km |